# Association bretonne des entreprises agroalimentaires
L'Association bretonne des entreprises agroalimentaires (ABEA), créée en 2001, est une association patronale et un lobby français.

## Historique
L'association est créée en 2001. Très intégrée dans le tissu patronal, l’association anime des débats professionnels et exprime les intérêts propres des transformateurs. Elle représente deux cents entités, dont les principales coopératives agroalimentaires, mais également le Crédit agricole et le Crédit mutuel Arkéa. Elle regroupe ainsi les dirigeants de l’agrobusiness breton. L'ABEA, en tant qu'association régionale, est membre de l'Association nationale des industries alimentaires.
Rémi Cristoforetti succède comme président à Olivier Clanchin en 2023.
En 2021, le lobby tente d’influencer des parlementaires dans le cadre des discussions relatives au projet de loi sur les lanceurs d’alerte, et fait des propositions d'amendements visant à limiter le champ de leur protection,. Les élus du Finistère Nadège Havet (LREM) et Michel Canévet (Union centriste) relaient, en 2021, ces amendements au Sénat.